# Harry Townes
Harry Rhett Townes (Huntsville, 18 settembre 1914 – Huntsville, 23 maggio 2001) è stato un attore statunitense.
Ha recitato in 16 film per il cinema dal 1954 al 1986 ed è apparso in oltre 150 produzioni televisive dal 1949 al 1988. È stato accreditato anche con il nome Harry R. Townes.

## Biografia
Harry Townes nacque a Huntsville, nel nord dell'Alabama, il 18 settembre 1914. Si laureò presso la University of Alabama a Tuscaloosa e qui sviluppò le sue doti di attore con le rappresentazioni sceniche organizzate dalla facoltà. Durante la seconda guerra mondiale lasciò il palco per arruolarsi nell'United States Army Air Corps. Congedato nel 1946, tornò a recitare. Durante tutti gli anni 40 collezionò qualche presenza sul palcoscenico a Broadway in varie produzioni. Si trasferì quindi a Hollywood ed iniziò a lavorare per la televisione.
Fece il suo debutto sul grande schermo nel 1954, non accreditato, nel film Operation Manhunt nel ruolo da protagonista di Igor Gouzenko (funzionario dell'ambasciata sovietica a Ottawa, che nel settembre 1945 passò dalla parte degli occidentali).
Come attore caratterista, Townes divenne un volto noto al pubblico televisivo negli anni 1950 e 1960. La sua versatilità lo portò a interpretare una varietà di ruoli. Collezionò cinque presenze nella serie televisiva Perry Mason, compreso l'episodio del 1964 The Case of the Woeful Widower in cui interpreta il ruolo del personaggio del titolo Newton Bain. Il suo curriculum conta anche tre apparizioni in Bonanza e sette in Gunsmoke.
Divenne prete nel 1974 e servì presso la Mary of the Angels Church di Hollywood. Negli anni 80 fece ritorno nella natia Alabama, ad Huntsville. 
Nel 1981 apparve al fianco di Bill Bixby e Lou Ferrigno nella serie televisiva L'incredibile Hulk, nel ruolo di Dell Frye, il guardiano che prima di David Banner si era trasformato anni prima in Hulk. 
La sua ultima apparizione sullo schermo avvenne nell'episodio Close Encounters della serie televisiva La famiglia Hogan, andato in onda il 2 maggio 1988, che lo vide nel ruolo del professor Ryan.
Morì nella città natia, a Huntsville, il 23 maggio 2001, all'età di ottantasei anni, e fu seppellito nel cimitero locale, il Maple Hill Cemetery.

## Filmografia

### Cinema
- Operation Manhunt, regia di Jack Alexander (1954)
- La montagna (The Mountain), regia di Edward Dmytryk (1956)
- Karamazov (The Brothers Karamazov), regia di Richard Brooks (1958)
- La statua che urla (Screaming Mimi), regia di Gerd Oswald (1958)
- Il portoricano (Cry Tough), regia di Paul Stanley (1959)
- Il grande impostore (The Great Impostor), regia di Robert Mulligan (1961)
- Il grande peccato (Sanctuary), regia di Torny Richardson (1961)
- Ladri sprint (Fitzwilly), regia di Delbert Mann (1967)
- Spie oltre il fronte (In Enemy Country), regia di Harry Keller (1968)
- Strategy of Terror, regia di Jack Smight (1969)
- Il pistolero di Dio (Heaven with a Gun), regia di Lee H. Katzin (1969)
- Il re delle isole (The Hawaiians), regia di Tom Gries (1970)
- Vivo quanto basta per ammazzarti (Santee), regia di Gary Nelson (1973)
- Angel of H.E.A.T., regia di Myrl A. Schreibman (1983)
- The Warrior and the Sorceress, regia di John C. Broderick (1984)
- Tutta colpa delle poste! (The Check Is in the Mail...), regia di Joan Darling (1986)

### Televisione
- Martin Kane, Private Eye – serie TV, un episodio (1949)
- Robert Montgomery Presents – serie TV, un episodio (1951)
- Curtain Call – serie TV, un episodio (1952)
- Tales of Tomorrow – serie TV, 2 episodi (1951-1952)
- Lux Video Theatre – serie TV, 3 episodi (1950-1952)
- Mister Peepers – serie TV, un episodio (1953)
- Colonel Humphrey Flack – serie TV, un episodio (1953)
- Campbell Playhouse – serie TV, un episodio (1953)
- Love Story – serie TV, un episodio (1954)
- The Philco Television Playhouse – serie TV, 2 episodi (1952-1954)
- Suspense – serie TV, 2 episodi (1954)
- The Web – serie TV, 2 episodi (1953-1954)
- The Man Behind the Badge – serie TV, un episodio (1954)
- Inner Sanctum – serie TV, 3 episodi (1954)
- Justice – serie TV, 2 episodi (1954)
- Danger – serie TV, 3 episodi (1954-1955)
- Kraft Television Theatre – serie TV, 5 episodi (1953-1955)
- Navy Log – serie TV, episodio 1x06 (1955)
- Star Stage – serie TV, un episodio (1955)
- Matinee Theatre – serie TV, un episodio (1956)
- Medic – serie TV, un episodio (1956)
- Star Tonight – serie TV, un episodio (1956)
- Wire Service – serie TV, episodio 1x01 (1957)
- The Kaiser Aluminum Hour – serie TV, episodi 1x06-1x14 (1956-1957)
- Alfred Hitchcock presenta (Alfred Hitchcock Presents) – serie TV, 2 episodi (1956-1957)
- Cavalcade of America – serie TV, un episodio (1957)
- Papà ha ragione (Father Knows Best) – serie TV, un episodio (1957)
- Suspicion – serie TV, un episodio (1957)
- Have Gun - Will Travel – serie TV, episodio 1x21 (1958)
- Telephone Time – serie TV, episodi 3x08-3x27 (1957-1958)
- Kraft Television Theatre – serie TV, 14 episodi (1949-1958)
- Climax! – serie TV, 9 episodi (1956-1958)
- Steve Canyon – serie TV, episodio 1x01 (1958)
- Studio One – serie TV, 11 episodi (1951-1958)
- Destination Space – film TV (1959)
- Avventure in elicottero (Whirlybirds) – serie TV, un episodio (1959)
- I racconti del West (Zane Grey Theater) – serie TV, 2 episodi (1959)
- Westinghouse Desilu Playhouse – serie TV, episodio 2x03 (1959)
- Troubleshooters – serie TV, un episodio (1959)
- Men Into Space – serie TV, episodio 1x05 (1959)
- The Millionaire – serie TV, un episodio (1959)
- Playhouse 90 – serie TV, 3 episodi (1959)
- June Allyson Show (The DuPont Show with June Allyson) – serie TV, episodi 1x03-2x09 (1959-1960)
- The Rebel – serie TV, un episodio (1960)
- Death Valley Days – serie TV, un episodio (1960)
- Startime – serie TV, un episodio (1960)
- Laramie – serie TV, un episodio (1960)
- I detectives (The Detectives) – serie TV, episodio 1x19 (1960)
- Ricercato vivo o morto (Wanted: Dead or Alive) – serie TV, episodi 2x17-2x28 (1960)
- Johnny Ringo – serie TV, un episodio (1960)
- Wrangler – serie TV, un episodio (1960)
- The Aquanauts – serie TV, episodio 1x02 (1960)
- Alcoa Presents: One Step Beyond – serie TV, 2 episodi (1959-1960)
- Omnibus – serie TV, un episodio (1960)
- Carovana (Stagecoach West) – serie TV, episodio 1x09 (1960)
- Hong Kong – serie TV, episodio 1x11 (1960)
- Ripcord – serie TV, episodio 1x09 (1961)
- The Islanders – serie TV, un episodio (1961)
- Le grandi fiabe (Shirley Temple's Storybook) – serie TV, un episodio (1961)
- The Law and Mr. Jones – serie TV, 2 episodi (1961)
- Make Room for Daddy – serie TV, un episodio (1961)
- Ai confini della realtà (The Twilight Zone) – serie TV, 2 episodi (1960-1961)
- Letter to Loretta – serie TV, 2 episodi (1957-1961)
- Thriller – serie TV, 2 episodi (1960-1961)
- La parola alla difesa (The Defenders) – serie TV, un episodio (1961)
- Fred Astaire (Alcoa Premiere) – serie TV, episodio 1x04 (1961)
- The Investigators – serie TV, episodio 1x07 (1961)
- Corruptors (Target: The Corruptors) – serie TV, episodio 1x13 (1961)
- General Electric Theater – serie TV, 5 episodi (1956-1961)
- Outlaws – serie TV, 3 episodi (1960-1962)
- Route 66 – serie TV, 3 episodi (1960-1962)
- The Tall Man – serie TV, un episodio (1962)
- Armstrong Circle Theatre – serie TV, 9 episodi (1952-1962)
- The DuPont Show of the Week – serie TV, un episodio (1962)
- Sam Benedict – serie TV, un episodio (1962)
- Undicesima ora (The Eleventh Hour) – serie TV, un episodio (1963)
- Dakota (The Dakotas) – serie TV, episodio 1x17 (1963)
- L'amico Gipsy (The Littlest Hobo) – serie TV, un episodio (1963)
- The Farmer's Daughter – serie TV, un episodio (1963)
- Ben Casey – serie TV, episodio 3x08 (1963)
- The Outer Limits – serie TV, un episodio (1963)
- Suspense – serie TV, un episodio (1964)
- La grande avventura (The Great Adventure) – serie TV, episodi 1x08-1x21 (1963-1964)
- Gli uomini della prateria (Rawhide) – serie TV, 4 episodi (1959-1964)
- Il ragazzo di Hong Kong (Kentucky Jones) – serie TV, episodio 1x15 (1965)
- Profiles in Courage – serie TV, un episodio (1965)
- L'ora di Hitchcock (The Alfred Hitchcock Hour) – serie TV, 2 episodi (1963-1965)
- Mr. Novak – serie TV, episodi 1x20-2x24 (1964-1965)
- The Crisis (Kraft Suspense Theatre) – serie TV, 4 episodi (1963-1965)
- The John Forsythe Show – serie TV, un episodio (1965)
- Il virginiano (The Virginian) – serie TV, episodio 4x03 (1965)
- A Man Called Shenandoah – serie TV, episodio 1x07 (1965)
- Twelve O'Clock High – serie TV, un episodio (1965)
- Branded – serie TV, un episodio (1966)
- F.B.I. (The F.B.I.) – serie TV, un episodio (1966)
- Perry Mason – serie TV, 5 episodi (1958-1966)
- Il dottor Kildare (Dr. Kildare) – serie TV, 2 episodi (1965-1966)
- Il fuggiasco (The Fugitive) – serie TV, 5 episodi (1963-1966)
- The Monroes – serie TV, un episodio (1966)
- Per favore non mangiate le margherite (Please Don't Eat the Daisies) – serie TV, un episodio (1966)
- Selvaggio west (The Wild Wild West) – serie TV, 2 episodi (1965-1967)
- Disneyland – serie TV, 2 episodi (1967)
- Star Trek – serie TV, episodio 1x21 (1967)
- Squadra speciale anticrimine (The Felony Squad) – serie TV, episodi 1x19-1x20-2x02 (1967)
- Gli invasori (The Invaders) – serie TV, un episodio (1967)
- Tarzan – serie TV, 2 episodi (1967)
- Elizabeth the Queen – film TV (1968)
- La grande vallata (The Big Valley) – serie TV, un episodio (1968)
- Mod Squad, i ragazzi di Greer (The Mod Squad) – serie TV, un episodio (1968)
- Al banco della difesa (Judd for the Defense) – serie TV, 2 episodi (1967-1969)
- Bonanza – serie TV, 3 episodi (1960-1969)
- Insight – serie TV, un episodio (1970)
- Quella strana ragazza (That Girl) – serie TV, un episodio (1970)
- Marcus Welby (Marcus Welby, M.D.) – serie TV, un episodio (1970)
- The Andersonville Trial – film TV (1970)
- Giovani avvocati (The Young Lawyers) – serie TV, episodio 1x07 (1970)
- L'immortale (The Immortal) – serie TV, un episodio (1970)
- The Partners – serie TV, un episodio (1971)
- Gunsmoke – serie TV, 7 episodi (1956-1971)
- O'Hara, U.S. Treasury – serie TV, un episodio (1971)
- They Call It Murder – film TV (1971)
- Mistero in galleria (Night Gallery) – serie TV, un episodio (1972)
- Lo sceriffo del sud (Cade's County) – serie TV, un episodio (1972)
- Sesto senso (The Sixth Sense) – serie TV, un episodio (1972)
- The Delphi Bureau – serie TV, un episodio (1972)
- Mannix – serie TV, 2 episodi (1970-1972)
- Kung Fu – serie TV, un episodio (1973)
- Squadra emergenza (Emergency!) – serie TV, un episodio (1973)
- Il pianeta delle scimmie (Planet of the Apes) – serie TV, un episodio (1974)
- Ironside – serie TV, 2 episodi (1971-1975)
- The Specialists – film TV (1975)
- Cannon – serie TV, un episodio (1975)
- Sara – serie TV, un episodio (1976)
- Ark II – serie TV, un episodio (1976)
- Phyllis – serie TV, un episodio (1976)
- Lou Grant – serie TV, un episodio (1977)
- Truck Driver (B.J. and the Bear) – serie TV, un episodio (1978)
- The Immigrants – film TV (1978)
- Backstairs at the White House – miniserie TV, un episodio (1979)
- The Last Ride of the Dalton Gang – film TV (1979)
- Charlie's Angels – serie TV, 2 episodi (1980)
- Casino – film TV (1980)
- Condominium – film TV (1980)
- Buck Rogers (Buck Rogers in the 25th Century) – serie TV, un episodio (1981)
- L'incredibile Hulk (The Incredible Hulk) – serie TV, 2 episodi (1981)
- Falcon Crest – serie TV, 3 episodi (1981-1982)
- Quincy (Quincy M.E.) – serie TV, 4 episodi (1978-1982)
- Voyagers! – serie TV, un episodio (1983)
- Mississippi (The Mississippi) – serie TV, un episodio (1984)
- Magnum, P.I. – serie TV, un episodio (1984)
- Top Secret (Scarecrow and Mrs. King) – serie TV, un episodio (1987)
- Simon & Simon – serie TV, 4 episodi (1983-1988)
- La famiglia Hogan (Valerie) – serie TV, un episodio (1988)

## Doppiatori italiani
Nelle versioni in italiano delle opere in cui ha recitato, Harry Townes è stato doppiato da:
- Gabriele Carrara in Star Trek
- Bruno Persa in Ladri sprint
- Silvio Spaccesi ne Il pistolero di Dio
- Alessandro Sperlì in Charlie's Angels
- Mario Mastria in Top Secret